# 쿨란

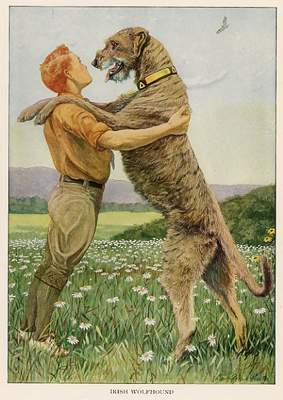
아이리시 울프하운드.

쿨란(아일랜드어: Culann)은 아일랜드 신화의 얼스터 대계에 나오는 울라의 대장장이이다. 사나운 사냥개를 번견으로 기르고 있었다.
어느날 쿨란은 울라의 왕 콘코바르 막 네사를 자기 집에서 열리는 연회에 초대했다. 콘코바르는 연회에 가는 길에 자신의 어린 조카 세탄타가 헐링을 하고 있는 것을 구경했는데, 그 솜씨에 감탄하여 조카에게 함께 연회에 가자고 했다. 세탄타는 헐링 경기가 끝나는 대로 따라가겠다고 했다. 연회가 시작되고 쿨란은 콘코바르에게 더 올 사람이 있냐고 물었다. 세탄타를 잊어버린 콘코바르는 없다고 대답했고, 쿨란은 불청객을 막기 위해 자기 개를 풀어놓았다. 세탄타가 쿨란의 집에 도착하자 개가 세탄타를 공격했고, 세탄타는 정당방위로 개를 죽였다. 쿨란이 슬퍼하자 세탄타는 새 개를 구할 때까지 자신이 그의 집을 지켜주겠다고 했다. 이런 경위로 세탄타는 "쿨란의 사냥개"라는 뜻의 쿠 훌린이라는 이명을 얻게 되었다.